# Мазепа (Байрон)

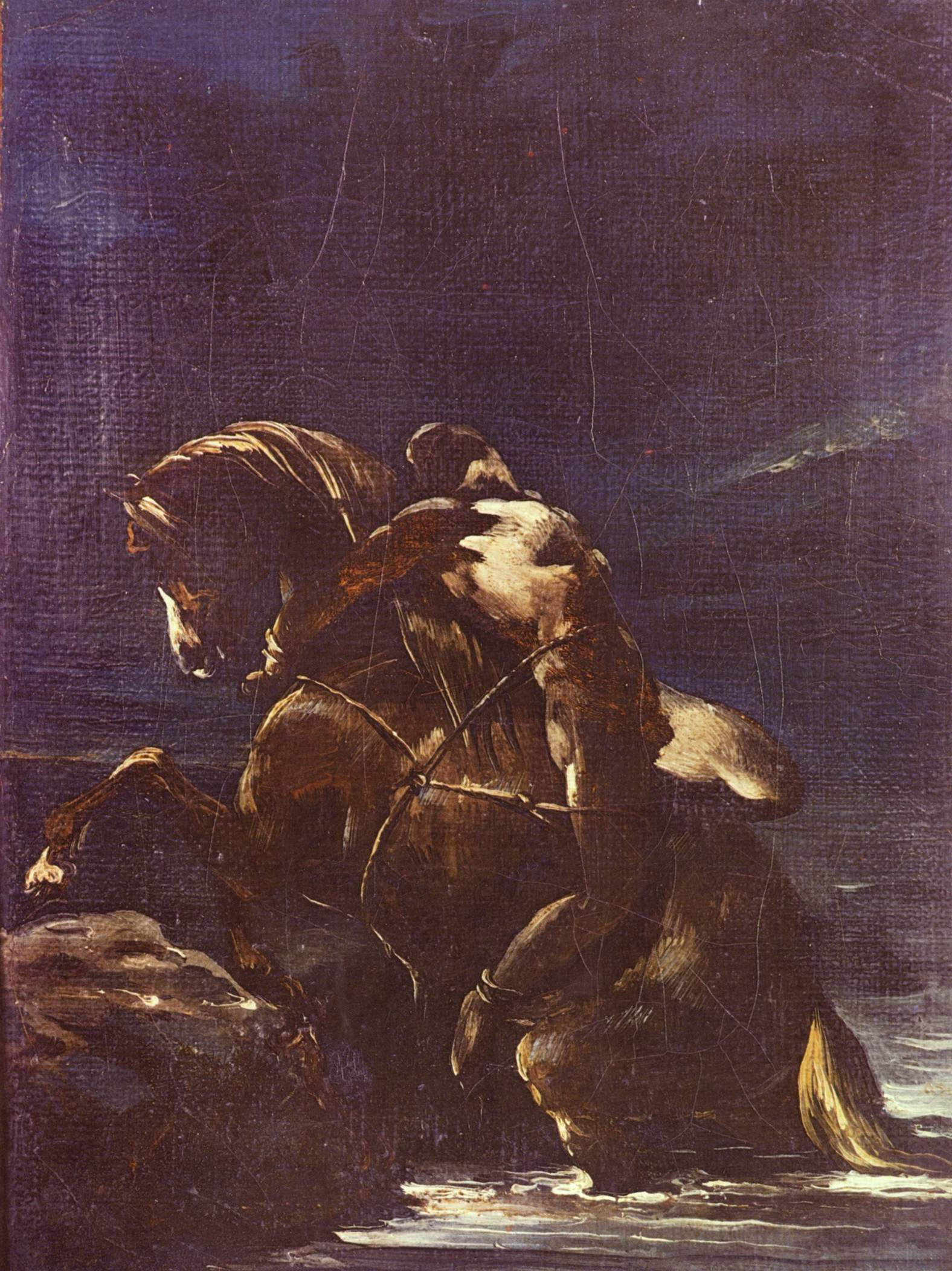
Паж Мазепа, привязанный к лошади. Теодор Жерико

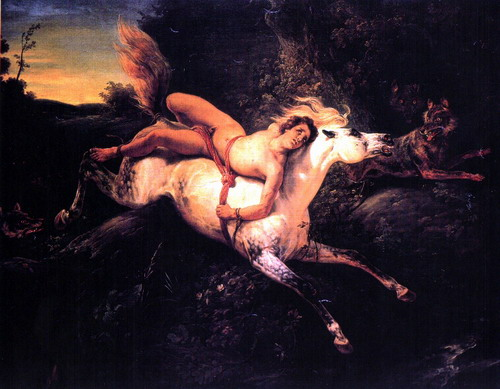
Картина Ораса Верне

«Мазепа» (в оригинале с двумя p — «Mazeppa») — романтическая поэма Джорджа Байрона, написанная им в Италии в 1818 году, опубликована в 1819 г.

## Поэма
Главный герой поэмы — гетман Иван Мазепа, рассказывающий после поражения при Полтаве свою историю Карлу XII. Этот рассказ — основное содержание поэмы и имеет мало общего с биографией исторического Мазепы; центральный эпизод — юного героя, пажа польского короля Яна II Казимира, обнажённым привязывают к спине лошади, которую отпускают в поле, в наказание за связь с Терезой, юной женой пфальцграфа Фальбовского. При нападении стаи волков Мазепа едва выживает.
Затем лошадь приносит полумёртвого Мазепу на Украину, где его освобождают, и он благодаря своим способностям становится гетманом. Эта легенда взята Байроном из «Истории Карла XII» Вольтера. Будущий гетман действительно служил при дворе короля и действительно был отослан от двора после скандала, но это не было связано с любовной историей, и к коню Мазепу (не пажа, а взрослого 24-летнего «покоевого шляхтича») никто не привязывал.
Слова из поэмы Байрона взяты эпиграфом к поэме Пушкина «Полтава» (где образ Мазепы трактуется иначе, как романтического «злодея»). О байроновском «Мазепе» Пушкин писал:

Байрон знал Мазепу только по Вольтеровой «Истории Карла XII». Он поражен был только картиной человека, привязанного к дикой лошади и несущегося по степям. Картина, конечно, поэтическая, и зато посмотрите, что он из неё сделал. Но не ищите тут ни Мазепы, ни Карла, ни сего мрачного, ненавистного, мучительного лица, которое проявляется во всех почти произведениях Байрона, но которого (на беду одному из моих критиков) как нарочно в «Мазепе» именно и нет. Байрон и не думал о нём: он выставил ряд картин одна другой разительнее — вот и всё: но какое пламенное создание! какая широкая, быстрая кисть! Если ж бы ему под перо попалась история обольщенной дочери и казненного отца, то, вероятно, никто бы не осмелился после него коснуться сего ужасного предмета.

Юный Лермонтов сделал вольный перевод пятой песни «Мазепы» — рассказ Мазепы о любви к Терезе («Ах! ныне я не тот совсем», предположительно 1830).

## Анализ поэмы
Это путешествие полно образов свободы. Сам бег коня с Мазепой можно интерпретировать как стремление к свободе украинского проводника, самой Украины и вообще любого народа, который хочет быть свободным. Эти стремления Байрон поддерживал с подлинной романтической страстью. В поэме Мазепа предстается как герой, которого Карл, являвшийся одним из величайших европейских проводников своего времени, сравнивает с Александром Македонским.
Мазепа предстает как колоритный романтический герой, жизнь которого увлекательная и экзотическая, что контрастирует с отношением к жизни засыпающего шведского короля при слушании истории украинца. Полное приключений жизнь Мазепы есть чуждое Карлу, представляющего западную культуру.

## В живописи

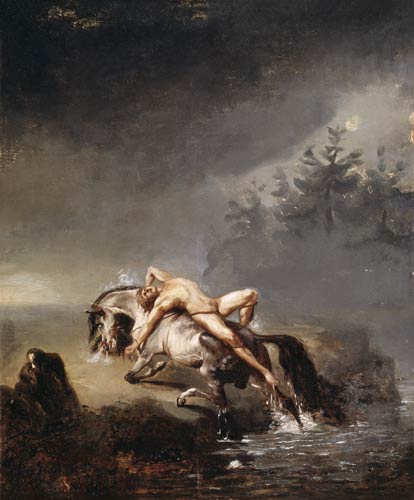
Картина Ораса Верне

И. С. Кон в своей книге «Мужское тело в истории культуры» отмечает, что данный сюжет стал одним из излюбленных мотивов французских художников-романтиков.

«Тут есть все: коварство и любовь, мужество и беспомощность, соперничество юности и старости. Наконец, лошадь — древний символ чувств, которые мужчина должен держать в узде, а в данной ситуации Мазепа сам оказался во власти взбешенной лошади. Образ беспомощно распростёртого на спине, привязанного к крупу лошади нагого юноши давал простор садомазохистскому воображению, обычно в такой позе представляли только женщин, например, изображая похищение Европы».

Данный сюжет увлек сразу нескольких больших художников:
- Жерико: литография «Мазепа» (1823), вып. совместно с Эженом Лами; небольшая картина маслом на бумаге (1821-24), част. колл., Париж.
- Делакруа: несколько рисунков и картин, часть из них не сохранилась. Картина «Мазепа на умирающей лошади» (1824, Хельсинки, музей Атенеум).
- Шассерио: картина в Страсбургском музее[2]
- Верне: «Мазепа среди лошадей» (1825), «Мазепа среди волков». Существуют копии обеих картин, выполненные Джоном Ф.Херрингом (галерея Тейт-Бритн, Лондон)

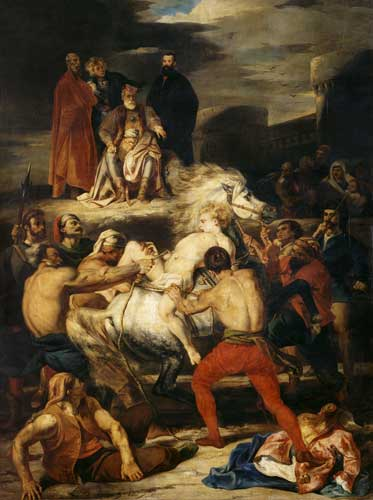
Картина Буланже

- Буланже: «Мазепа» (1827)